# Krystian Kiełb
Krystian Michał Kiełb (ur. 30 kwietnia 1971 we Wrocławiu) – polski kompozytor, teoretyk muzyki i pedagog muzyczny; rektor Akademii Muzycznej im. Karola Lipińskiego we Wrocławiu w kadencjach 2008–2012, 2012–2016, 2020–2024 i 2024–2028; profesor sztuk muzycznych.

## Życiorys
Na Akademii Muzycznej we Wrocławiu uzyskał dyplomy w zakresie kompozycji i teorii muzyki. Uzyskiwał kolejne stopnie naukowe z zakresu nauk o sztukach pięknych, a w 2014 otrzymał tytuł profesora sztuk muzycznych.
Jest autorem kompozycji orkiestrowych i solowych, a także muzyki do sztuki teatralnej Czekając na Don Kichota w reżyserii Jacka Głomba. Jako wykładowca akademicki doszedł do stanowiska profesora nadzwyczajnego na macierzystej uczelni. Wszedł w skład rady programowej Dolnośląskiego Festiwalu Nauki. W latach 1999–2005 pełnił funkcję prorektora Akademii Muzycznej we Wrocławiu. W 2008 i w 2012 wybierany na stanowisko rektora tej uczelni, pełnił tę funkcję do 2016. W 2020 został wybrany na stanowisko rektora po raz trzeci, a w 2024 – po raz czwarty.
W 2019 został członkiem Rady Doskonałości Naukowej I kadencji.

## Odznaczenia
Jest laureatem nagród, wyróżnień i odznaczeń państwowych. W 2016 został odznaczony Srebrnym Medalem „Zasłużony Kulturze Gloria Artis”. Otrzymał Brązowy (2006), Srebrny (2012) i Złoty (2021) Krzyż Zasługi.

## Twórczość
Twórczość kompozytorska Krystiana Kiełba obejmuje różnorodne gatunki i formy muzyki instrumentalnej, wokalnej i wokalno-instrumentalnej. Jego kompozycje miały prawykonania i liczne wykonania w kraju i za granicą, w tym m.in. w Niemczech, Austrii, Czechach, Wielkiej Brytanii, Francji, Szwecji, USA. Utwory Krystiana Kiełba prezentowano na festiwalach muzycznych, w ramach kursów interpretacji, konkursów wykonawczych, także jako pozycje obowiązkowe, ponadto weszły do programu instytucji artystycznych.

## Ważniejsze kompozycje

### Utwory orkiestrowe
- Equale – sekwencje symfoniczne na wielką orkiestrę symfoniczną (1997)
- Tetrada na orkiestrę symfoniczną (2003)
- Epitafium. Andrzej Panufnik in memoriam na orkiestrę symfoniczną (2006)
- Pentagram na orkiestrę symfoniczną (2006)
- Furioso – szkic neoklasyczny na orkiestrę smyczkową (1994)
- Sinfonietta – na orkiestrę smyczkową (1997)
- Presto ardente – na orkiestrę smyczkową (1997)
- Phantasma – na orkiestrę smyczkową (2002)
- Trzy liryki – na sopran, fortepian i orkiestrę smyczkową (1993, 2003)
- Koncert na klawesyn i orkiestrę smyczkową (2003)
- Mortis Causa na altówkę, fortepian i orkiestrę smyczkową (2009)
- In Aeternum... 310311 na orkiestrę (2011)

### Utwory kameralne
- Liryki Łacińskie – cykl pieśni na mezzosopran i zespół instrumentalny do tekstów Owidiusza (1993)
- Antymuzyka – cykl na kwartet smyczkowy (1994)
- Opętanie – na kwartet smyczkowy (1994)
- Trio stroikowe (1994)
- Strukturokształty – quodlibet dla trzech wykonawców (1994)
- Nam desunt vires – pieśń na sopran i fortepian do tekstu Owidiusza (1993/1995)
- Karmiłem czarne kruki – pięć pieśni na tenor solo, kontrabas i fortepian do tekstów Tomasza Jedza (1995)
- Wszystkie śmierci moje – deklamacyjny dramat kameralny w trzech epizodach na niski głos recytujący, sopran solo, wiolonczelę, kontrabas, fagot i perkusję do tekstów Haliny Poświatowskiej (1997)
- Przeznaczenie – trzy pieśni na baryton solo i fortepian do słów Haliny Poświatowskiej (2000)
- Resonet in laudibus – na zespół wokalny do anonimowego tekstu łacińskiego (2001)
- Aforyzmy dziecięce – trzy miniatury na wiolonczelę i fortepian (2002)
- Wyznanie – pieśń na sopran i fortepian do tekstu Stanisława Balińskiego (2002)
- Przebłyski – cykl pieśni na sopran i fortepian do tekstów poetów niemieckich (2002)
- De brevitate vitae – trzy pieśni na sopran i fortepian do słów Lucjusza Anneusza Seneki (2003)
- Ars vitae – trzy pieśni na sopran i fortepian do słów św. Jana od Krzyża (2003)
- Myśli – trzy epigrafy na tenor i klawesyn do słów Angelusa Silesiusa (2006)
- Epipháneia – pieśń na sopran i fortepian do słów św. Jana od Krzyża (2007)
- Homo mysticus – pięć epigrafów na tenor i fortepian do słów Angelusa Silesiusa (2007)
- Pałac pustki – pieśń na sopran i fortepian do słów Ewy Sonnenberg (2008)
- Tadeosiana – pieśń na sopran i fortepian do słów św. Jana od Krzyża. Tadeusz Luty Ad Honores (2008)
- Entre Nous... 280808 – sześć pieśni na sopran i fortepian do słów Marii Pawlikowskiej – Jasnorzewskiej (2009)

### Utwory na instrument solo
- Szkice sonatowe – na fortepian (1993)
- Sonata fortepianowa (1994)
- Tritonos – cykl na fortepian preparowany (1995)
- Struktury I – na organy solo (1998)
- Struktury II – na organy solo (1999)
- Struktury – na fortepian (1999)
- Entrada Festiva – na organy solo (2000)
- Symfonia kameralna – na perkusję solo (2000)
- Hejnał – na trąbkę solo (2001)
- Struktury III B-A-C-H – na organy solo (2004)
- Entropě – na kontrabas solo (2007)
- Aeras – szkice aforystyczne na skrzypce solo (2008)
- M.F. 150413 – na fortepian solo (2013)
- Modus na fortepian solo (2015)
- Pars pro totona wiolonczelę solo (2015)
- Sonorisna organy solo (2016)
- cykle miniatur na instrumenty solowe

### Utwory oratoryjne
- Pomiędzy miłość i śmierć – rapsod dramatyczny na cztery głosy solowe, recytatora, chór mieszany i wielką orkiestrę symfoniczną do tekstów Haliny Poświatowskiej (1995)

### Muzyka teatralna
- Czekając na Don Kichota – muzyka do spektaklu według scenariusza i w reżyserii Jacka Głomba (1992)